# Hiroshige II

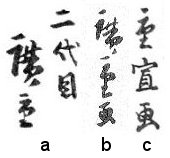
Assinaturas de Hiroshige II - a) nidaime Hiroshige, b) Hiroshige ga, e c) Shigenobu ga

Hiroshige II (歌川広重 2代目), pseudónimo artístico de Chinpei Suzuki (鈴木鎮平) (1829-1869) foi um pintor e artista gráfico japonês, especializado em xilogravuras no estilo ukiyo-e, aluno e filho adoptivo de Hiroshige. 